# 威氏脂䲁
威氏脂䲁（學名：Labrisomus wigginsi），為輻鰭魚綱䲁形目脂䲁科脂䲁屬的一個種，分布於東太平洋墨西哥下加利福尼亞州馬格達萊納灣和聖盧卡斯角海域，深度0至4公尺，本魚體壯，頭寬，吻鈍，眼大，鼻孔有觸鬚，每眼上方有一根分枝的觸鬚，頸背兩側各有一束分枝繁多的觸鬚，口大略斜，背鰭硬棘與鰭條之間有缺口，側線鱗60-64片，體褐色，頭部有兩條斜深色橫紋，從眼下向鰓蓋後緣延伸，鰓蓋下方邊緣有一深色斑塊，體側有5條橫紋，臀鰭有7條明暗相間的橫紋，不與體側橫紋相連，尾鰭基部中央有一淺色淚滴狀斑點，臀鰭硬棘2枚、臀鰭軟條17-18枚，體長可達9.1公分，棲息在海藻生長的岩石區，生活習性不明。